# RedeTV! News
RedeTV! News é um telejornal noturno produzido e exibido pela RedeTV! desde 22 de agosto de 2005. Traz os principais acontecimentos do Brasil e do mundo, focando em diversas áreas da tecnologia, saúde, lazer, além da política, economia e esportes.

## História
O telejornal substituiu o extinto Jornal da TV!, e contou com os mesmos apresentadores do antecessor, Augusto Xavier e Rita Lisauskas. Em 2006, o telejornal passa a ser apresentado pelo experiente jornalista Marcelo Rezende, ao lado de Rita Lisauskas, a experiência foi bem sucedida, porém em 3 de novembro de 2008, o jornalista rompeu seu contrato com a emissora devido a insatisfação com cortes salariais, então Rodolpho Gamberini deixou o jornalístico Notícias das 7 da própria emissora e assumiu a bancada. Pouco tempo depois, em janeiro de 2009, o jornalista Rodolpho Gamberini demitiu-se da RedeTV! e assinou contrato com o SBT, a emissora então promove uma reestruturação no telejornal que passa a ser apresentado por Cristina Lyra e Renata Maranhão, mas tempo depois, por motivos não justificados, Renata é transferida para outros jornalísticos da casa, Estefânia Farias assume assume seu lugar, posteriormente a emissora promove outra reestruturação, Cristina Lyra volta ao departamento esportivo da RedeTV! e assume o UFC sem Limites, Estefânia passa a ser apresentadora eventual da casa e novamente Augusto Xavier e Rita Lisauskas assumem a bancada.
Em dezembro de 2011 a RedeTV! afastou a jornalista Rita Lisauskas por ter reclamado de supostos salários atrasados via Facebook. Em janeiro de 2012 a Lisauskas foi demitida e Amanda Klein, que apresentava o Tema Quente estreia como apresentadora ao lado de Augusto Xavier.
Em 2014, devido a diversas solicitações de diretores, o telejornal sofreu mudanças no horário de exibição, transferindo-se das 20h28 para às 22h20, porém além de a audiência não ter crescido como era esperado, jornalistas e redatores não ficaram nada contentes com as mudanças já que agora devem permanecer na emissora por mais tempo. Em agosto de 2014, a emissora muda o formato de apresentação do noticiário. O jornal deixa de ser exibido na bancada e passa a ser feito em pé, com os apresentadores circulando pela redação. Em outubro de 2014, o jornal passa a ter a companhia de Luciana Camargo, ex-TV Gazeta, para fazer a previsão do tempo e também apresentar o noticiário. Também no mesmo mês, o jornal passa a ter Rogério Forcolen como apresentador interino. Ele saiu da TV Record Rio de Janeiro em agosto e comandará na nova emissora o RJ Notícias.
No dia 2 de fevereiro de 2015, a apresentadora Mariana Godoy estreia no RedeTV! News. Mariana foi contratada pela emissora depois de ficar mais de 20 anos na Rede Globo e comandará um talk show semanal. Em 1 de abril de 2015, devido a mudança de horários na emissora, o jornal passa a ser exibido às 21:30.
Em 29 de junho de 2015, a RedeTV! cria uma segunda edição do TV Fama para alavancar a audiência da emissora e empurra o telejornal para às 22h. Em 14 de outubro de 2015, Luciano Faccioli assume como apresentador titular, no lugar de Augusto Xavier, que agora vai para o Documento Verdade.
Em 9 de maio de 2016, com a nova grade da emissora, o RedeTV! News passa à ser exibido as 19h15, antecedido pelo Olha a Hora!, novo jornal da RedeTV!, que é comandado por Luciano Faccioli. Com isso, Sérgio Cursino, novo contratado da emissora, assume o jornal.
Em 28 de setembro de 2016 foi anunciado que Boris Casoy, egresso da Rede Bandeirantes, é o novo apresentador do telejornal. Ele estreou em 17 de outubro e mais tarde, o jornal passou a ter a jornalista Salette Lemos para comentar o noticiário de economia e também ser apresentadora eventual. Salette volta a TV depois de 4 anos fora, já que tinha sido demitida da CNT. Em 27 de janeiro de 2018, Rosana Jatobá estreou como apresentadora eventual do RedeTV! News. Em 26 de maio de 2018, Gabriela Di França estreou como apresentadora eventual do telejornal. Em 30 de julho de 2018, Rodrigo Cabral estreou no lugar de Téo Taveira, como apresentador eventual do RedeTV! News. Em 04 de agosto de 2018, o RedeTV! News marcou a televisão brasileira como o primeiro telejornal do Brasil a ter dois negros na sua apresentação, sendo eles Luciana Camargo e Rodrigo Cabral. Em 14 de fevereiro de 2019, Reinaldo Azevedo deixa a atração após 3 anos. Em outubro de 2019, após sete anos como apresentadora, Amanda Klein deixa o jornal entrando em licença-maternidade de seu primeiro filho. Em novembro de 2019, assumiu interinamente Cláudia Barthel, no qual ficou poucos dias. O telejornal ganha em fevereiro de 2020, o reforço de Mariana Godoy que assume a bancada permanentemente em 2 de março de 2020. Klein volta ao jornal como comentarista de política. Godoy ficou no telejornal durante três meses, deixando a emissora em 16 de junho, transferindo-se para a Band. Em 29 de setembro, o jornal deixou de ter Boris Casoy na equipe, que deixou a RedeTV! após quatro anos.
No dia 11 de junho de 2021, Millena Machado, ex-Globo e Band foi contratada pela emissora e passou a apresentar o jornal a partir do dia 14, ao lado de Augusto Xavier, que voltou a ser apresentador titular após sete anos. Em 9 de agosto, o jornal mudou de horário e passou a ser exibido às 21h30, diariamente. Em 4 de outubro, após doze anos sendo exibido na redação de jornalismo da casa, o jornal ganhou um novo cenário virtual.
Em 25 de maio de 2022, foi anunciado que Millena Machado havia deixado o jornal e a emissora, uma vez que ela não havia aceitado deixar o noticiário para assumir o Leitura Dinâmica. Além disso, o telejornal seria reformulado a partir do dia 30: voltaria a ser exibido às 19h30 (menos aos sábados, quando começa às 21h30), com a estreia de um novo cenário físico e pacote gráfico. Houve também ainda a estreia de uma nova dupla de apresentadores, Luis Ernesto Lacombe e Érica Reis, que deixou o jornal de fim de noite. O jornal passou a ter novos quadros com comentaristas especializados. Já Augusto Xavier voltou a ser apresentador eventual para comandar boletins informativos na programação da emissora. Para fazer coberturas políticas direto de Brasília, a emissora também contratou o repórter Igor Damasceno, que até então era repórter da TV A Crítica. Em 11 de novembro foi anunciada a demissão de Lacombe, depois de seis meses no telejornal e dois anos na RedeTV!. Ele continuou apresentando o jornal na semana seguinte mas depois foi substituído por Augusto Xavier, que mais uma vez assumiu a bancada do noticiário.
Em 16 de janeiro de 2023 foi anunciada a saída de Érica Reis do jornal e da emissora, onde estava havia dez anos. Dias depois, em 06 de fevereiro, Amanda Klein retornou ao posto de apresentadora titular da atração.